# 劉元瑄公館
劉元瑄公館位於四川省成都市大邑縣，文物遺址年代判定為1945年。2007年6月1日公佈為四川省第七批文物保護單位。